# Christopher Eubanks
Christopher Eubanks (n. 5 mai 1996, Atlanta, Georgia, SUA) este un jucător american profesionist de tenis. Cea mai bună clasare a sa la simplu este locul 29 mondial, în iulie 2023, iar la dublu, locul 182 mondial, în septembrie 2020. A jucat tenis în facultate pentru Georgia Tech Yellow Jackets.